# Vagnhallen Ringön
Vagnhallen Ringön är en vagnhall för spårvagnar på Göteborgs spårvägsnät. Vagnhallen ligger på Ringön i stadsdelen Tingstadsvassen.
Vagnhallen Ringön öppnades i en första etapp i månadsskiftet maj-juni 2020. Den öppnade delen utgörs av en friluftsuppställning under tak med möjlighet till enklare service. 
Första etappen byggdes av PEAB. Etapp 2 som är under konstruktion byggs av Skanska. Just nu har depån plats med ungefär 30 spårvagnar. I och med utbyggnaden av depån ska cirka 70 spårvagnar till få plats. Detta är viktigt, då planer på att bygga spårväg på Lindholmsallén behöver ytterligare stabilitet i spårvägsnätet  
Ytterligare delar för mer omfattande uppställning inomhus och service av spårvagnar är under byggnad.
Spåranslutningen är belägen mellan hållplatserna Frihamnen och Hjalmar Brantingsplatsen.

## Bilder
|  |  |  |